# レニャーノ
レニャーノ（伊: Legnano）は、イタリア共和国ロンバルディア州ミラノ県にある、人口約59,000人の基礎自治体（コムーネ）。
ミラノの北西約25kmにある。1176年、当地でレニャーノの戦いが行われ、ロンバルディア同盟軍が神聖ローマ帝国軍を打ち破った。近代のイタリア統一運動の中で、レニャーノの地名は愛国心と結びつけて言及されるようになり、現行のイタリア国歌の歌詞にも歌われている。

## 地理

### 位置・広がり
ミラノ県北西部のコムーネ。ミラノから西北西へ26km、ヴァレーゼから南南東へ26km、ノヴァーラから北東へ27kmの距離にある。

#### 隣接コムーネ
隣接するコムーネは以下の通り。括弧内のVAはヴァレーゼ県所属を示す。
- ブスト・アルシーツィオ (VA)
- カネグラーテ
- カステッランツァ (VA)
- チェッロ・マッジョーレ
- ダイラーゴ
- レスカルディーナ
- サン・ジョルジョ・ス・レニャーノ
- サン・ヴィットーレ・オローナ
- ヴィッラ・コルテーゼ

### 地震分類
イタリアの地震リスク階級 (it) では、4 に分類される
。

## 歴史
1176年5月29日のレニャーノの戦いは、フェデリーコ・バルバロッサ皇帝軍がロンバルディア同盟に敗北した。

## 文化

### イタリア統一運動とレニャーノ
イタリア人が団結して外国を退けたレニャーノの戦いは、近代のイタリア統一運動（リソルジメント）の中で愛国主義と結びつけて言及された。
1847年、ゴッフレード・マメーリが作詞した『マメーリの賛歌（イタリア人達の唱歌）』は、「アルプスからシチリアまで、いたるところにレニャーノあり」と歌う。この曲は、第二次世界大戦後の1946年にイタリア共和国の国歌に採用された。
1849年、ジュゼッペ・ヴェルディは、この戦いを主題とした『レニャーノの戦い』(La Battaglia di Legnano)を創作した。

## 姉妹都市
- アプリーカ、イタリア 2008年